# Samosir

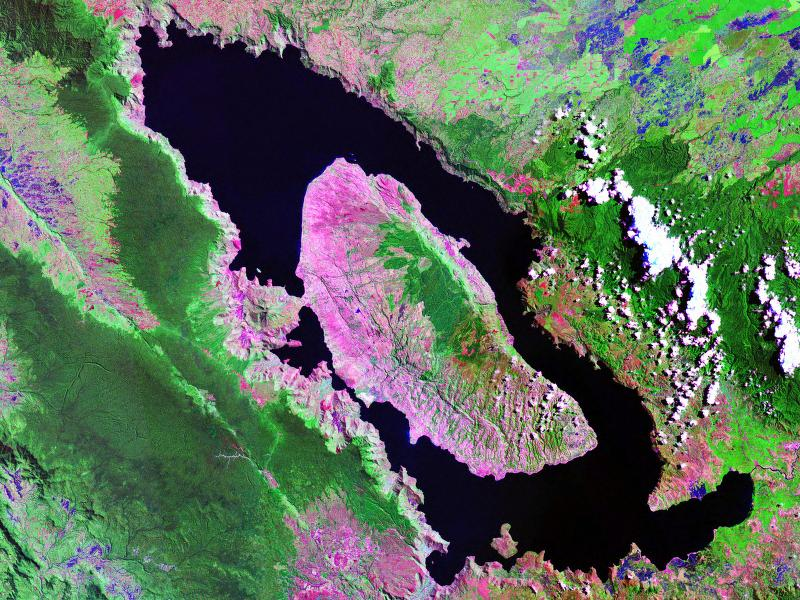
Samosir au milieu du lac Toba.

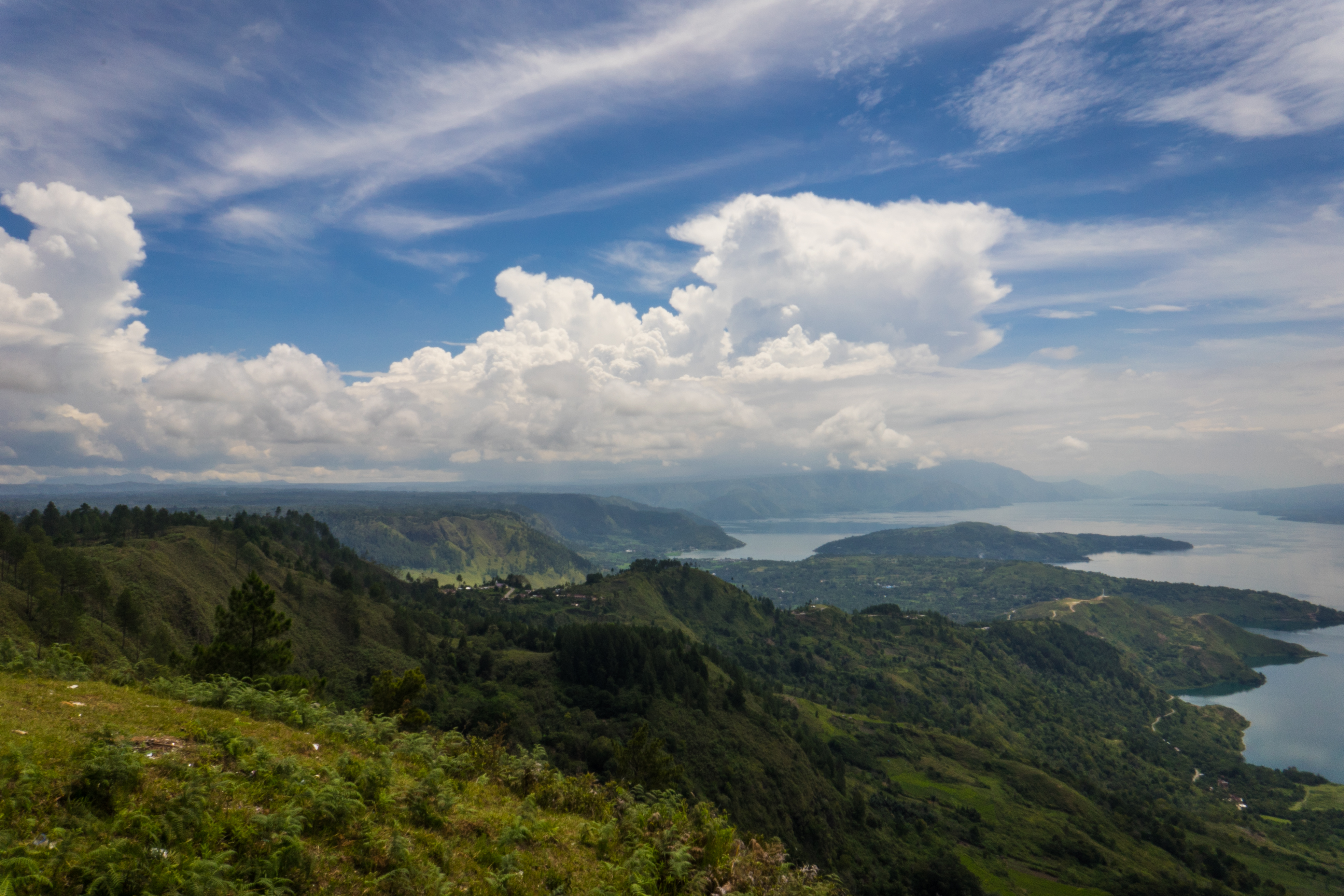
Vu de l'ile de Samosir et du lac Toba

Samosir est une grande presqu'île dans le lac Toba dans le nord de l'île de Sumatra, en Indonésie. On croit souvent que Samosir est une île car un canal a été creusé à travers l'isthme qui la relie à la rive du lac.
Le lac et la presqu'île ont été formés après l'éruption d'un volcan il y a 75 000 ans.
La superficie de Samosir est de 650 km2et d'un périmètre d'environ 120 km.
Samosir est une destination touristique populaire, car elle offre de magnifiques paysages. Les hébergements touristiques sont concentrés dans la zone de Tuktuk. La presqu'île est au centre de la culture Batak et de nombreuses coutumes sont encore actives à Samosir.
Administrativement, Samosir fait partie du kabupaten du même nom de la province de Sumatra du Nord.